# Żararaka paskowana
Żararaka paskowana, żararaka zielona (Bothrops bilineatus) – gatunek jadowitego węża z rodziny żmijowatych (Viperidae) i podrodziny grzechotnikowatych (Crotalinae).

## Systematyka
Takson ten po raz pierwszy zgodnie z zasadami nazewnictwa binominalnego opisał w 1821 roku niemiecki podróżnik i zoolog Maximilian zu Wied-Neuwied w 2. tomie książki Reise nach Brasilien in den Jahren 1815 bis 1817. Autor nadał wężowi nazwę Cophias bilineatus. Jako miejsce typowe podał stan Bahia w Brazylii. Holotyp nieokreślony. Wyróżnia się dwa podgatunki:
- B. b. bilineatus (Wied-Neuwied, 1821)
- B. b. smaragdinus Hoge, 1966[2][3].

### Etymologia
- Bothrops: gr. βoθρος bothros „rów, wgłębienie”[8]; ωψ ōps, ωπος ōpos „oko”[9].
- bilineata – łac. bilineatus – „mający dwie linie”.

## Morfologia
Jest to duży wąż o długości dochodzącej nawet do 1230 mm, chociaż powszechnie spotykane osobniki zazwyczaj nie przekraczają 700 mm. Występuje dymorfizm płciowy, samice są większe od samców. Głowa trójkątna, szyja znacznie cieńsza niż głowa, prawie jednolicie jasnozielona z niewielkimi nieregularnymi czarnymi plamkami. Tęczówki jasnozielone z pionową czarną źrenicą. Język różowoszary z ciemnoszarymi końcówkami. Uzębienie typu kanałozębnego (solenoglypha). Podobnie jak wszystkie grzechotniki, ma jamki policzkowe, niewielkie zgłębienie znajdujące się pomiędzy okiem a nozdrzem, wyposażone w receptory podczerwieni, umożliwiające mu wyczuwanie ofiary i polowanie w całkowitej ciemności. Grzbiet ubarwiony jak głowa, jednolicie jasnozielony z kremowożółtym paskiem z obu stron ograniczającym tarczki brzuszne. Brzuch jest żółty z tarczkami z zielonym odcieniem na krawędziach. Ogon chwytny, kolor końcówki ogona silnie kontrastuje z grzbietem: może być czarny, pomarańczowo-żółty, brązowy, różowy lub biały.
Wymiary:
|                          | Samiec            | Samica            |
| Długość całkowita (mm)   | 719               | 1123              |
| Łuski grzbietowe (rzędy) | 23–35 (zwykle 27) | 23–35 (zwykle 27) |
| Tarczki brzuszne         | 190–218           | 192–220           |
| Tarczki podogonowe       | 65–76             | 55–73             |
| Tarczki nadwargowe SL    | 7–9               | 7–9               |

## Występowanie
Żararaka paskowana zamieszkuje niziny neotropikalne oraz okalające je obszary górskie do wysokości około 1270 m n.p.m. w dorzeczu Amazonki i w regionie Gujana. Poszczególne podgatunki zamieszkują:
- B. b. bilineata – Wenezuela, Gujana, Surinam, Gujana Francuska i Brazylia (w stanach Maranhão, Pará, Amapá, Roraima i od stanów Bahia do Rio de Janeiro);
- B. b. smaragdinus – lasy amazońskie Boliwii, Peru, Ekwadoru (prowincje Sucumbíos, Orellana, Pastaza, Zamora Chinchipe i Napo[12]), Kolumbii, południowej Wenezueli i Brazylii (Acre, Amazonas, Rondonia)[2][3].

## Ekologia i zachowanie
Żararaka paskowana jest wężem nadrzewnym, prowadzącym nocny tryb życia. Zamieszkuje stare lub umiarkowanie zniszczone lasy wiecznie zielone, obrzeża lasów, plantacje manioku i wiejskie ogrody. Większość czasu spędza zwinięta na roślinności na wysokości do 18 m nad poziomem gruntu. Czasami można je spotkać także odpoczywające na poziomie gruntu lub na pniach starych powalonych drzew. Żerują z zasadzki. Dieta obejmuje płazy – żaby nadrzewne (np. Boana boans, Dendropsophus marmoratus i Osteocephalus taurinus), jaszczurki (m.in. Anolis fuscoauratus i Thecadactylus solimoensis), inne węże, ssaki (gryzonie i nietoperze) i ptaki. Zarówno młode, jak i dorosłe osobniki wabią ofiarę, poruszając jaskrawo kolorowymi ogonami jako przynętą.
Żararaka paskowana jest gatunkiem bardzo silnie jadowitym. Dawka śmiertelna LD50 8,24 mg/kg. W obszarze występowania odpowiada za 3–36% wszystkich ukąszeń. W przypadku ukąszenia przez żararakę paskowaną ludzi, jad zwykle powoduje silny ból, obrzęk, siniaki, krwawienie, pęcherze, utratę czynników krzepnięcia krwi, nudności i krwawe wymioty, drętwienie, zaburzenia świadomości, gorączkę i martwicę.
Inkubacja jaj odbywa się w ciele samicy (co najmniej 191–210 dni), która „rodzi” już wyklute młode, o długości wahającej się od 20 do 27 cm. W jednym miocie liczba osobników waha się od 4 do 16.

## Status zagrożenia
W Czerwonej księdze gatunków zagrożonych IUCN żararaka paskowana jest klasyfikowana jako gatunek najmniejszej troski (LC, ang. Least Concern). Liczebność populacji nie jest znana, choć jej trend oceniany jest jako stabilny. Gatunek jest opisywany od dosyć pospolitego do rzadkiego.